# Copperplate Gothic
Copperplate Gothic is een schreefloos lettertype ontworpen door Frederic W. Goudy en uitgegeven in 1901 door American Type Founders (ATF).
Hoewel het lettertype de naam Gothic (een ander woord voor sans-serif  of schreefloos) meedraagt, hebben de letters toch kleine schreefachtige uiteinden om de stompe verticale en horizontale stokken te benadrukken. Er is een echte schreefloze versie op de markt onder de naam Engravers Gothic. 
Copperplate Gothic vertoont een ongewone combinatie van invloeden; de tekens doen denken aan in steen gehouwen letters, de brede horizontale vorm is een typisch Victoriaanse display lettervorm. Het wordt vaak gebruikt in briefpapier, voor openbaar drukwerk, en is bijvoorbeeld een klassieke lettervorm voor geëtst glas in ruiten van kantoren, banken en restaurants.